# Aramazd Patera
L'Aramazd Patera è una struttura geologica della superficie di Io.